# Lo Hogar
Lo Hogar (en francès Le Houga) és un municipi francès situat al departament del Gers i a la regió d'Occitània.

## Demografia
| 1962                                       | 1968  | 1975  | 1982  | 1990  | 1999  | 2006  |
| ------------------------------------------ | ----- | ----- | ----- | ----- | ----- | ----- |
| 1.164                                      | 1.182 | 1.124 | 1.173 | 1.166 | 1.101 | 1.126 |
| Des de 1962: població sense dobles comptes |       |       |       |       |       |       |

## Administració
| Període   | Identitat        | Partit |
| --------- | ---------------- | ------ |
| 1995-2001 | Philippe Labiste |        |
| 2001-     | Pierre Guichanné |        |